# Пелагра

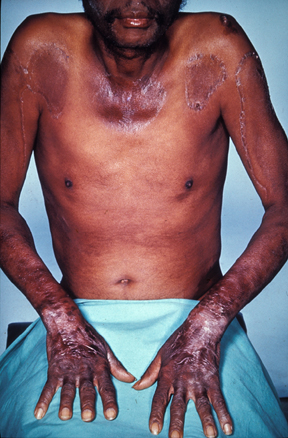
Зовнішні вияви пелагри.

Пелагра — хвороба, яка виникає через нестачу вітамінів групи B і нікотинової кислоти, що проявляється в появі симптомів ураження органів травної та нервової системи, а також явних змін шкіри.
Спостерігається цілий ряд патологічних станів, які є фоновими умовами для розвитку ознак пелагри, але розвиток цієї патології найчастіше формується при аліментарній нестачі вітамінів підгруп В, нікотинової кислоти, а також при органічних патологіях тяжкого ступеня органів черевної порожнини.